# Josip Siskovics
Josip Siskovics [a se citi Șișcovici] (în croată Josip Šišković; n. 2 iulie 1719, Seghedin, Ungaria – d. 18 decembrie 1783, Praga, Regatul Boemiei) a fost un general imperial de origine croată (bunievaț), comandantul reprimării sângeroase a revoltei secuilor împotriva înregimentărilor forțate în granița militară, incident cunoscut drept Masacrul de la Siculeni, din 7 ianuarie 1764.